# Travis Japan Debut Concert 2023 THE SHOW〜ただいま、おかえり〜
『Travis Japan Debut Concert 2023 THE SHOW〜ただいま、おかえり〜』（トラビスジャパン デビュー コンサート 2023 ザ ショウ ただいま、おかえり）は、Travis Japanの音楽映像作品。2023年8月30日にCapitol Recordsおよび日本のユニバーサル ミュージック ジャパンから発売された。

## 概要
2023年1月から3月まで愛知・福岡・新潟・大阪・神奈川の全国5都市、計23公演で約23万5000人を動員したTravis Japanのデビューコンサートの様子が収録されている。3rdシングル『Candy Kiss』のリリースを記念して7月3日に開催されたファンクラブ限定イベント「Travis Japan 'Candy Kiss' Release Party」にて発売が発表された。Blu-ray、DVDともにDebut Tour Special盤、初回盤、通常盤の3形態で発売。特典としてDebut Tour Special盤にはフォトブックとグループアクリルスタンドが、初回盤にはフォトブック収録されている。先着の外付け特典としてDebut Tour Special盤にはB5サイズクリアファイルが、初回盤にはB4のクリアポスターが、通常盤の初回生産分にはトレーディングカード7種が収録される。

## 収録内容

### Disc1（本編映像）
内容はDVD·Blu-ray共通。
1. The Show
2. PARTY UP LIKE CRAZY
3. JUST DANCE!
4. 夢のHollywood
5. Happy Groovy
6. Swing My Way
7. FIRE!!!（北山宏光×藤ヶ谷太輔）
8. PINEAPPLE（V6）
9. GET ALIVE×Lock Lock 〜Lock ALIVE〜
10. Unique Tigers
11. Dance With Me〜Lesson1〜
12. Talk it! Make it!
13. VOLCANO
14. Namidaの結晶
15. Never My Love（ジャニーズ）
16. 君だけに（少年隊）
17. LET'S MUSIC（Sexy Zone）
18. Turn Up The Vibe
19. 上を向いて歩こう（坂本九）
20. World of Dance メドレー
21. JUST DANCE!
22. BIG BANG BOY
23. DRIVI' ME CRAZY
24. Together Now

### Disc2（特典映像）

#### Debut Tour Special盤
約115分収録。
1. THE SHOW - ツアードキュメント -（約60分収録[1]）
ツアー初日の愛知から最終公演の神奈川までの全23公演に密着[2]。
2. 「夢のHollywood」ソロアングル
3. 「VOLCANO」ソロアングル

#### 初回盤
約150分収録。
1. THE SHOW - リハーサルドキュメント -（約60分収録[1]）
2. 初日公演ダイジェスト@日本ガイシ スポーツプラザ 2023.1.28（約90分収録[1]）
3. 「JUST DANCE!」ダンスショット
4. 「GET ALIVE × Lock Lock 〜Lock ALIVE〜」ダンスショット

#### 通常盤
約90分収録。
1. THE SHOW highlights - ビジュアルコメンタリー -